# Yakov Eliashberg
Yakov Eliashberg (em russo:  Яков Матвеевич Элиашберг; São Petersburgo, 11 de dezembro de 1946) é um matemático russo.